# Campionati del mondo di atletica leggera indoor 2016 - Salto in lungo maschile
La gara del salto in lungo maschile si è tenuta il 20 marzo, con 14 atleti qualificati.

## Classifica finale
Inizio gara alle 13:05.
| Rank | Athlete          | Nationality    | #1   | #2   | #3   | #4   | #5   | #6   | Result | Notes |
| ---- | ---------------- | -------------- | ---- | ---- | ---- | ---- | ---- | ---- | ------ | ----- |
| 1    | Marquis Dendy    | Stati Uniti    | 8.05 | 8.26 | x    | 8.06 | x    | x    | 8.26   |       |
| 2    | Fabrice Lapierre | Australia      | 7.29 | 7.78 | 8.25 | x    | 7.79 | x    | 8.25   |       |
| 3    | Huang Changzhou  | Cina           | 7.76 | 7.82 | 8.19 | 7.91 | 7.95 | 8.21 | 8.21   | PB    |
| 4    | Jeff Henderson   | Stati Uniti    | 7.99 | 8.19 | 7.98 | 8.14 | 8.17 | 8.00 | 8.19   | SB    |
| 5    | Ruswahl Samaai   | Sudafrica      | 8.14 | 8.18 | 8.03 | x    | x    |      | 8.18   | NR    |
| 6    | Daniel Bramble   | Gran Bretagna  | x    | 7.84 | 8.12 | 7.93 | 8.14 |      | 8.14   | SB    |
| 7    | Emiliano Lasa    | Uruguay        | 7.94 | x    | 7.70 | x    | 7.86 |      | 7.94   | NR    |
| 8    | Wang Jianan      | Cina           | 7.82 | 7.85 | 7.88 | 7.88 | 7.93 |      | 7.93   |       |
| 9    | Kafétien Gomis   | Francia        | 7.73 | 7.73 | 7.88 |      |      |      | 7.88   |       |
| 10   | Radek Juška      | Rep. Ceca      | 7.88 | x    | x    |      |      |      | 7.88   |       |
| 11   | Ifeanyi Otuonye  | Turks e Caicos | x    | 7.38 | 7.40 |      |      |      | 7.40   |       |
| 12   | Yohei Sugai      | Giappone       | 7.25 | 6.95 | 7.35 |      |      |      | 7.35   | SB    |
| 13   | Quincy Breell    | Aruba          | 7.21 | 7.25 | 7.20 |      |      |      | 7.25   | NR    |
| NCL  | Ted Hooper       | Taipei cinese  | x    | x    | x    |      |      |      | NM     |       |